# Jatimulyo (Jati Agung)
Jatimulyo is een bestuurslaag in het regentschap Lampung Selatan van de provincie Lampung, Indonesië. Jatimulyo telt 15.473 inwoners (volkstelling 2010).